# Абаджиев, Георги (генерал)
Георги Киров Абаджиев (22 июля 1859, Стара-Загора, Османская империя — 21 февраля 1940, София, Третье Болгарское царство) — болгарский военачальник, генерал-лейтенант, командир 12-й стрелковой дивизии и укрепрайона Бургас в годы Первой мировой войны (1915—1918).

## Биография
Военную службу начал во время Русско-турецкой войны (1877—1878) волонтером 7-й добровольческой роты. После войны поступил в военное училище в Софии (ныне Национальный военный университет имени Васила Левского).
В 1879 г. закончил училище по первому классу и был выпущен в чине подпоручика. Поручик — в 1881 году, капитан — в 1885 году, майор — в 1887 году, в 1900 году ему присвоен чин полковника. С 1890 до 1894 года — командир 18-го пехотного егерского полка. С 1900 года командовал 21 пехотным среднегорским полком. 
Участник Первой Балканской войны (1912—1913) полковник Абаджиев был командиром 1-й бригады 5-й Дунайской пехотной дивизии, в составе которой принимал участие в Лозенградской операции и Чаталджанском сражении. 14 сентября 1913 года был произведен в генерал-майоры и уволен из армии.
Накануне Первой мировой войны служил в штабе 7-й Рильской стрелковой дивизии, 30 июля 1916 года был назначен командиром 12-й стрелковой сводной дивизии, а 15 июня 1917 г. — командиром Бургасского укрепленного района.
В 1937 году получил звание генерал-лейтенанта.
Умер в 1940 году в Софии.

## Награды
- Орден «За храбрость» 2 и 3 степени
- Орден «Святой Александр» III, IV и V степени
- Орден «За заслуги» (Болгария)
- Орден «За военные заслуги» (Болгария) 3 и 2 степени
- Крест за независимость Болгарии 1908 г.
- Медаль «За 10 лет безупречной службы»
- Медаль «За 20 лет безупречной службы»
- Орден Льва и Солнца
- Железный крест 2-го класса
- Крест «За военные заслуги» (Австро-Венгрия)
- Военная медаль (Османская империя) (дважды)